# Lomanius
Genre
Synonymes
- Thaipea Roewer, 1949
- Maquilingius Roewer, 1949
- Orthossus Roewer, 1963

Lomanius est un genre d'opilions laniatores de la famille des Podoctidae.

## Distribution
Les espèces de ce genre se rencontrent en Asie du Sud-Est et en Asie de l'Est.

## Liste des espèces
Selon World Catalogue of Opiliones (02/07/2021) :
- Lomanius annae Kury & Machado, 2018
- Lomanius bulbosus Zhang, Kury & Zhang, 2013
- Lomanius carinatus Suzuki, 1976
- Lomanius formosae (Roewer, 1912)
- Lomanius minimus Roewer, 1926
- Lomanius rectipes (Roewer, 1963)
- Lomanius tridens (Loman, 1905)

## Étymologie
Ce genre est nommé en l'honneur de Jan Cornelis Christiaan Loman.

## Publication originale
- Roewer, 1923 : Die Weberknechte der Erde. Systematische Bearbeitung der bisher bekannten Opiliones. Gustav Fischer, Jena, p. 1-1116 (texte intégral).